# Amt Penzliner Land
Das Amt Penzliner Land liegt in der Mitte des Landkreises Mecklenburgische Seenplatte.

## Zuständigkeiten
Das Amt ging am 1. Januar 2001 aus dem Zusammenschluss der Ämter Möllenhagen und Penzlin hervor. Sitz der Amtsverwaltung ist Penzlin. Nach dem Zusammenschluss wurde das Verwaltungsgebäude in Möllenhagen eine Zeit lang als Außenstelle weiter betrieben. Die Verwaltungsarbeit wird von der geschäftsführenden Gemeinde Penzlin übernommen.
Der Bürgermeister der Stadt Penzlin ist in Realunion der leitende Verwaltungsbeamte des Amtes. Er ist somit der höchste hauptamtliche Beamte der Amtsverwaltung. Seit dem 17. September 2006 ist der bisherige Amtsinhaber Sven Flechner für weitere sieben Jahre in seinem Amt bestätigt worden (als Bürgermeister der Stadt Penzlin).
Am 7. Juni 2009 wurden die Gemeinden Groß Flotow, Groß Vielen, Marihn und Mollenstorf in die Stadt Penzlin eingegliedert. Am 1. Januar 2011 ging die Gemeinde Klein Lukow in der Stadt Penzlin auf. Am 1. Januar 2012 fusionierten die Gemeinden Krukow, Lapitz und Puchow zur neuen Gemeinde Kuckssee. Am gleichen Tag wurde Mallin in die Stadt Penzlin eingemeindet.

## Die Gemeinden mit ihren Ortsteilen
- Ankershagen mit Bocksee, Bornhof, Friedrichsfelde und Rumpshagen
- Kuckssee mit Krukow, Lapitz, Puchow und Rahnenfelde
- Möllenhagen mit Alt Meiershof, Bauernberg, Freidorf, Hoppenbarg, Kraase, Lehsten, Rethwisch, Rockow, Varchow und Wendorf
- Stadt Penzlin mit Alt Rehse, Ave, Carlstein, Groß Flotow, Groß Lukow, Groß Vielen, Klein Flotow, Klein Lukow, Lübkow, Mallin, Marihn, Mollenstorf, Neuhof, Passentin, Siehdichum, Werder, Wustrow und Zahren

## Wappen, Flagge, Dienstsiegel
Das Amt verfügt über kein amtlich genehmigtes Hoheitszeichen, weder Wappen noch Flagge. Als Dienstsiegel wird das kleine Landessiegel mit dem Wappenbild des Landesteils Mecklenburg geführt. Es zeigt einen hersehenden Stierkopf mit abgerissenem Halsfell und Krone und der Umschrift AMT PENZLINER LAND  LANDKREIS MECKLENBURGISCHE SEENPLATTE.